# Saint-Polycarpe (Quebec)
Saint-Polycarpe es un municipio de la provincia de Quebec en Canadá. Es una de las ciudades pertenecientes al municipio regional de condado de Vaudreuil-Soulanges y, a su vez, a la región de Vallée-du-Haut-Saint-Laurent en Montérégie.

## Geografía
La municipalidad de Saint-Polycarpe se encuentra ubicada entre los municipios de Sainte-Justine-de-Newton al norte, Saint-Clet y Coteau-du-Lac al este, Les Coteaux al sureste, Saint-Zotique y Rivière-Beaudette al sur así como Saint-Télesphore al oeste. Tiene una superficie total de 70,73 km² cuyos 70,01 son tierra firme.

## Política
Forma parte de las circunscripciones electorales de Soulanges a nivel provincial y de Vaudreuil-Soulanges a nivel federal.

## Demografía
Según el censo de Canadá de 2011, había 1969 personas residiendo en esta ciudad con una densidad de población de 28,1 hab./km². Los datos del censo mostraron que de las 1708 personas censadas en 2006, en 2011 hubo un aumento poblacional de 261 habitantes (15,3 %). El número total de inmuebles particulares resultó de 829. El número total de viviendas particulares que se encontraban ocupadas por residentes habituales fue de 764.